# Tougmétenga
Tougmétenga est une commune située dans le département de Tensobentenga de la province de Kouritenga dans la région du Centre-Est au Burkina Faso.

## Géographie
Tougmétenga est situé à 9 km au Sud de Tensobentenga, le chef-lieu du département, et à 10 km à l'Est de Dialgaye et de la route nationale 16.

## Démographie
| 2003 | 2006  | 2012 |
| ---- | ----- | ---- |
| 962  | 1 366 | -    |

## Santé et éducation
Le centre de soins le plus proche de Tougmétenga est le centre de santé et de promotion sociale (CSPS) de Tensobentenga tandis que le centre médical avec antenne chirurgicale (CMA) se trouve à Koupéla. Le village possède également un dispensaire privé.
Tougmétenga possède une école primaire.